# Terra preta
Terra preta (portug. tmavá země) je druh velmi tmavé a úrodné antropogenní půdy, která byla původně objevena v Amazonii. V poslední době se dostává do středu zájmu těch, kteří se zajímají o trvale udržitelné postupy.
Terra preta byla založena a pravděpodobně i polnohospodářsky využívána v místech, kde je jinak relativně velice neplodná půda, a to původními indiánskými kmeny, ještě před příchodem Evropanů. K jejímu vzniku patrně přispělo zcela cílevědomé ukládání vrstev zuhelnatělé biomasy, keramických zlomků, hnoje, kostí, a dalších organických zbytků a jejich následné promíchání se stávající (neúrodnou) půdou.
Co se týká obsahu ústrojných látek (humus), je tento půdní typ velmi stabilní a zůstává v tomto stavu údajně po stovky až tisíce let. Terra preta vděčí za svůj název tmavé barvě, kterou získala díky vysokému obsahu zuhelnatělé biomasy (až 20 %) a který v ní vytváří příznivé prostředí jak pro půdní mikroorganismy, tak pro vázání živin a vody. Terra preta je abnormálně odolná vůči vyplavování živin, což bývá velice závažným problémem většiny deštných pralesů. To ale v dnešní době začíná být problémem, s příchodem přívalových dešťů, i v našich zeměpisných šířkách.
Hloubka Terra prety dosahuje v přirozených nalezištích hloubky až dvou metrů a pro svou úrodnost je v Amazonii často i těžena. Bylo údajně zjištěno, že vytěžená Terra preta se údajně dokáže sama obnovovat (udává se až 1 cm ročně). Podle pramenů to je způsobeno naprosto masivní přítomností a enormní aktivitou již zmíněných mikroorganismů, které jsou pro daný půdní typ zcela typické. Teorie sebeobnovy Terra prety však mohou být i odlišné.
Terra preta byla objevena též v Ekvádoru, Peru, Francouzské Guyaně a Africe.

## Historie

### Antropogenní původ
Půdy se zvýšeným obsahem  a s přítomností zbytků keramiky se mohou náhodně nahromadit v blízkosti obytných místností, v důsledku shromažďování zbytků z přípravy jídla, ohně při vaření, zvířecích a rybích kostí, rozbité keramiky apod. Na základě toho se předpokládá, že se Terra preta vytvořila na místech, kde byl skladován odpad z vaření. 
Předpokládá se, že tento typ půd vznikl někdy lety 450 př. n. l. až 950 n. l. v povodí řeky Amazonky.

### Amazonie
Obyvatelé Amazonu vytvářeli komplikovaná a rozsáhlá společenská seskupení a budovali vesnice i města. Například ostrovní kultura Marajó měla rozvinutý společenský systém, který zvládal živit statisícovou populaci. Předpokládá se tedy, že Amazoňané Terru pretu vytvořili jako úrodnou půdu pro pěstování rostlin. 
Francisco de Orellana byl prvním Evropanem, který se plavil po Amazonce v 16. století. Během svých cest popsal rozsáhlé kultury, které žily podél toku řeky Amazonky, což nasvědčuje i tomu, že tehdejší osídlení bylo hustější než v současné době. Jeho tvrzení jsou ale často rozporována, jelikož po sobě kultury nezanechaly skoro žádné památky, protože nejspíš využívaly převážně dřevo, které se ve vlhkém klimatu rozložilo. Jedinou výjimkou jsou objevené geoglyfy a výskyt Terra prety v této oblasti. 
Civilizace zanikla mezi 16. až 17. stoletím v důsledku přivlečení neštovic Evropany a také útoků ze strany kolonizátorů a obchodníků s otroky.   Ve snaze uniknout Evropanům se velká část původních obyvatel musela přizpůsobit nomádskému způsobu života. Z tohoto důvodu také obyvatelstvo začalo používat žďáření k vytváření zemědělské plochy, jelikož kultivace půdy Terra pretou již nebyla tak praktická a nebyla využívána ani portugalskými kolonizátory. 

## Výskyt
Terra preta se vyskytuje zejména v oblasti brazilské Amazonie. Výzkum Sombroeka et al. odhaduje pokrytí mezi 0,1 % až 0,3 % (tedy 6 300 až 18 900 km²) v oblastech menšího lesního pokrytí. Další výzkumy naznačují i větší míru pokrytí a uvádí se až 10 % a více . Současné zdroje mluví i o 3,2 %.
Terra preta se vyskytuje na menších plochách okolo 20 hektarů, může ale být i na ploše 360 hektarů. Vyskytuje se v rozmanitých klimatických, geologických a topografických podmínkách.  Pokrytí obvykle následuje vodní tok, od východní Amazonie až po hlavní povodí řeky.  Nalézáme ji také v oblastech meziříčí. 
Terra preta se kromě Amazonu vyskytuje také v dalších oblastech, například v Bolívii, Peru, Ekvádoru a Francouzské Guyaně  a také v Africe v Beninu, Libérii a savanách Jihoafrické republiky.

## Půdní vlastnosti
Dle Světové referenční báze pro půdní zdroje je Terra preta klasifikována jako anthrosol (typ půdy vzniklý dlouhodobou lidskou aktivitou). Nejčastější typy půdy, které jsou poté přetvořeny do Terra prety, jsou oxisoly. Obsah uhlíku v Terra pretě je vysoký, >5%  až velmi vysoký (více než 13-14 % organické hmoty). Obsah živin vyskytující se v této půdě se značně liší na základě toho, v jaké vzdálenosti od lidského obydlí se nacházela. Půda v zahradách blízkosti osídlení byla mnohem úrodnější než ta na vzdálenějších polích. 
Terra preta má také schopnost zvyšovat svůj objem, a tím i ukládat oxid uhličitý, byla poprvé zdokumentována pedologem William I. Woodsem z Kansaské univerzity. 
Procesy vytvářející Terra pretu jsou rozklad zuhelnatělé biomasy, organická hmota a živiny a mikroorganismy a živočichové v půdě.

### Zuhelnatělá biomasa
Původní obyvatelé přidávali zuhelnatělou biomasu do chudých půd. V některých půdách typu Terra preta bylo naměřeno až 9 % zuhelnatělé biomasy (v okolních půdách pouze okolo 0,5 %), pyrogenní uhlík tvoří až polovinu celkového obsahu organického uhlíku. Chemická struktura zuhelnatělé biomasy v Terra pretě napomáhá dlouhodobé biologické a chemické stabilitě proti mikrobiální degradaci a po částečné oxidaci vykazuje také nejvyšší retenci živin. 
Zuhelnatělá biomasa je tedy zásadní pro udržitelné vytváření Terra prety a udržování úrodnosti půdy. Celosvětově zemědělské půdy ztratily v průměru 50 % uhlíku kvůli intenzivnímu hospodaření a dalším aktivitám lidského původu. 

### Organická hmota a živiny

#### Organická hmota
Zuhelnatělá biomasa má vysoký potenciál v absorpci organických molekul a vody díky své porózní struktuře. Právě díky vysoké koncentraci zuhelnatělé biomasy Terra preta vykazuje vysoké hodnoty organické hmoty ve svém složení (v průměru až třikrát více než okolní půdy).  Organická hmota se nachází 1 až 2 metry do hloubky. 
Akumulace organické hmoty v takové míře je ve vlhkých tropických podmínkách vzácností. Stejně tak je pozoruhodné, že se půdy dokáží v těchto podmínkách vůbec samy obnovovat. Tato stabilita je zapříčiněna hlavně tím, že je biomasa spotřebována pouze částečně.

#### Živiny
Terra preta vykazuje oproti ostatním půdám v tropických podmínkách vysokou schopnost zadržování živin. Vyplavování živin je u toho typu půdy minimální, má tedy vysokou úrodnost. V Amazonii je získávání živin z dekompozice komplikované, jelikož pravidelné a silné deště organickou hmotu odnáší. Jílovité půdy tedy zadrží jen malou část těchto živin. U  Terra prety došlo k získání vyššího poměru živin z jiných zdrojů, což byly především lidské a zvířecí exkrementy (bohaté na fosfor a dusík), kuchyňské zbytky (fosfor a vápník), popel (vápník, hořčík, draslík a fosfor) a kompost. 

### Mikroorganismy a živočichové
Druh žížaly Pontoscolex corethrurus požírá zuhelnatělou biomasu a míchá ho do jemně mleté formy s minerální půdou. P. corethrurus se vyskytuje v Amazonii a to zejména na mýtinách vzniklých při žďáření a je přizpůsobený k přežití v půdě s nízkým obsahem organické hmoty. Výskyt žížal je tedy zcela zásadní pro vytváření Terra prety. 

## Moderní výzkum a vytváření Terra prety
Synetická Terra preta (STP) je hnojivo složené z materiálů, které replikují původní materiály přírodní Terra prety, včetně drceného jílu, krve, kostní moučky, hnoje a biouhlu. Proces její výroby byl vytvořen Alfons-Eduardem Kriegerem za účelem produkce půdy s vysokým obsahem humusu, živin a s absorpčními vlastnostmi. STP je schopná se prosívat dolů půdním profilem a zlepšovat kvalitu půdy. Krev, kostní moučka a hnůj jsou užitečné zejména jako organický zdroj hnojiva. Biouhel je důležitý zejména kvůli snižování kyselosti půdy a pokud je namočený v tekutině bohaté na živiny, tak pak vypouští do půdy živiny, které vytváří habitat pro mikroorganismy díky své vysoké porozitě.
Cílem vytváření syntetické Terra prety je začlenění této techniky do moderního zemědělství. Je zde také velký potenciál pro obohacená málo úrodných tropických půd.  Důležitou roli může také hrát v ukládání uhlíku a zvrátit celosvětový problém půdní degradace a desertifikace. Její využití ve větším měřítku ale ještě nebylo ověřeno. Snaha o znovuvytvoření těchto půd probíhá v současné době zejména v Brazílii.  
Syntetická Terra preta je vytvářená také v Peru a to zejména neziskovou organizací Asociación Centro Sachamama. Terra preta se zde vyskytuje v mnoha oblastech a je to jeden z důkazů, že Terra preta byla využívána nejen v nížinách toku Amazonky, ale také ve vyšších nadmořských výškách. 